# Timo Suviranta
Timo Bruno Suviranta (Helsinki, 9 giugno 1930 – Helsinki, 21 gennaio 1994) è stato un cestista finlandese.

## Carriera
Con la Finlandia ha disputato i Giochi olimpici di Helsinki 1952 e quattro edizioni dei Campionati europei (1951, 1953, 1955, 1957).